# Chrysso subrapula
Chrysso subrapula là một loài nhện trong họ Theridiidae.
Loài này thuộc chi Chrysso. Chrysso subrapula được Chuandian Zhu miêu tả năm 1998.